# Alumnat papieski

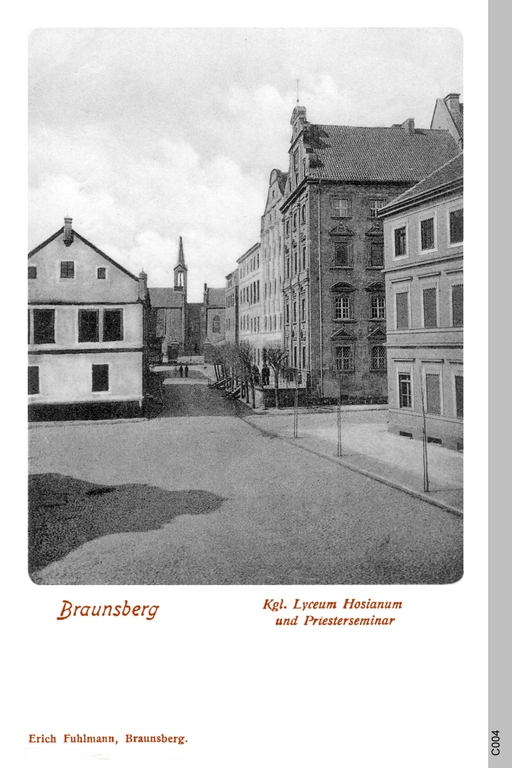
Po prawej okazały budynek Kamiennego Domu – od 1600 siedziba alumnatu papieskiego w Braniewie

Alumnat papieski (seminarium papieskie, kolegium papieskie) – placówka naukowo-wychowawcza przygotowująca kandydatów do kapłaństwa i pracy misyjnej.
Z inicjatywą zakładania tego typu szkół wyszedł papież Grzegorza XIII, ażeby przeciwstawić się protestantyzmowi i by odzyskać dla katolicyzmu już protestanckie kraje, a także w celu zjednoczenia niektórych Kościołów prawosławnych z Kościołem katolickim. Pierwsze alumnaty papieskie powstały w Rzymie: kształcąc misjonarzy dla Niemiec (Collegium Germanicum, 1573), Węgier (Collegium Hungarianum, 1579), Anglii (1579), Greków (1583), Ormian (1584) i maronitów (1584). Potrzeba zakładania alumnatów bliżej terenów misyjnych zadecydowała o lokalizowaniu ich także poza Rzymem. W Austrii alumnaty papieskie powstały w Grazu (1573) oraz w Wiedniu (1574), we Francji w Douai (1575), w Pradze (1575) dla krajów Korony św. Wacława (Czechy, Morawy, Śląsk), w Dylindze (1585) dla Niemiec i w Klużu (1585) dla Siedmiogrodu. W celu wykształcenia misjonarzy dla krajów skandynawskich i bałtyckich utworzone zostały w 1578 roku alumnaty papieskie w Ołomuńcu i Braniewie (pierwszy na ziemiach polskich) oraz w 1582 roku alumnat w Wilnie.
Alumnaty papieskie fundował, a następnie utrzymywał w całości lub częściowo, papież. Alumnaty powstałe w Europie w XVI w. prowadzili jezuici (do czasu ich kasaty, później były przejmowane przez inne zakony bądź kasowane). Program studiów był najczęściej 4- lub 5-letni, obejmując dość rozległy wachlarz nauk humanistycznych, filozoficznych i teologicznych. Liczba uczniów była uzależniona od zasobności fundacji; i tak np. wynosiła ona w Braniewie – 25, w Wilnie – 20, w Krasławiu – 8, w Świerżniu – 13.
Po ukończeniu uczelni wychowankowie składali przysięgę zobowiązującą ich do wierności i posłuszeństwa wobec Stolicy Apostolskiej w zakresie pracy i pełnienia funkcji duszpasterskiej na terenach wyznaczonych przez Kongregację Rozkrzewiania Wiary; równocześnie zobowiązywali się, że bez zgody Kongregacji nie przejdą do żadnej diecezji lub zakonu.
Kasata przez papieża w 1773 roku zakonów jezuitów przyczyniła się również do likwidacji alumnatów papieskich. W Polsce niektóre alumnaty przejęły seminaria diecezjalne (w Braniewie), inne zgromadzenia zakonne (np. bazylianie) lub misjonarze, lecz i one zostały później skasowane.